# Anthocharis carolinae
Anthocharis carolinae is een vlindersoort uit de familie van de Pieridae (witjes), onderfamilie Pierinae.
Anthocharis carolinae werd in 2006 beschreven door Back.